# Travel bible
Kniha Travel bible (anglická výslovnost [ˈtrævl]; podtitul Praktické rady za milion, jak procestovat svět za pusu) od Matouše Vinše a Petra Nováka je cestovní průvodce na téma cestování po světě za málo peněz. Překypuje praxí podloženými radami od autorů – zkušených cestovatelů; ti se rozhodli literární formou podělit o načerpané poznatky a zkušenosti, a to nejen ty své.

## Členění obsahu
Publikace je složena z úvodu a tří částí: Před cestou, Na cestě a Po cestě; v nich obsažené kapitoly zahrnují příslušné aspekty: dopravu, doklady, finance, pojištění, potraviny, zavazadla, ubytování, komunikaci s úřady i domorodci, zvyklosti, možná rizika, bezpečnost, internetové odkazy atd.

## Anotace
| „ | Cestovat může každý. S hypotékou, s kariérou v korporátu i s malými dětmi. Chce to jen znát pár důležitých triků od těch, kteří už svůj batoh sbalili. A přesně ty dali cestovatelé Matouš Vinš a Petr Novák v knize dohromady. Zdaleka přitom nečerpali jen z vlastních zkušeností, oslovili i mnoho ostřílených kolegů dobrodruhů a světoběžníků. Travel bible je návod na to, jak velkou pouť vůbec začít a jak si ji naplno užít. Po jejím přečtení přestanete jen snít a skutečně vyrazíte do zemí, kam už se tak dlouho toužíte podívat. Zažijete věci, na které do konce života nezapomenete, a poznáte místa, která neuvidíte ani v National Geographic. V knize zjistíte, jak si na cestu našetřit, jak sehnat levné letenky a jak neutratit zbytečně mnoho za ubytování. | “ |

## Česká vydání
Travel bible vyšla v letech 2015, 2016 (aktualizované, rozšířené vydání) a 2018 (aktualizované vydání pro rok 2019) v pražském nakladatelství Blue Vision jak v tištěné, tak elektronické podobě. Doporučená cena (březen 2020) činí 449 Kč za paperback, resp. 390 Kč za e-knihu.